# Saittajärvi (sjö i Salla, Lappland)
Saittajärvi är en sjö i kommunen Salla i landskapet Lappland i Finland. Sjön ligger 281,2 meter över havet. Den är 2 meter djup. Arean är 64 hektar och strandlinjen är 5,67 kilometer lång. Sjön  ingår i Koundaälvens huvudavrinningsområde.   Den ligger omkring 150 kilometer öster om Rovaniemi och omkring 750 kilometer norr om Helsingfors. 